# Liste d'élections en 1894
Chronologie des élections
- 1890
- 1891
- 1892
- 1893
- 1894
- 1895
- 1896
- 1897
- 1898

Cet article recense les élections organisées durant l'année 1894.

## Élections nationales en 1894
Cette section concerne les élections législatives et présidentielles dans un état souverain, éventuellement fédéral, ainsi que leurs principaux référendums.
| Date                    | État          | Élection ou référendum   | Contexte                                                                                                 | Résultat |
| ----------------------- | ------------- | ------------------------ | --- | --- |
| 1894                    | Pérou         | Présidentielle (en)      | | Cette section est vide, insuffisamment détaillée ou incomplète. Votre aide est la bienvenue ! Comment faire ? |
| 7 - 14 janvier          | France        | Sénatoriales             | | Cette section est vide, insuffisamment détaillée ou incomplète. Votre aide est la bienvenue ! Comment faire ? |
| Février                 | Venezuela     | Présidentielle (es)      | | Cette section est vide, insuffisamment détaillée ou incomplète. Votre aide est la bienvenue ! Comment faire ? |
| 4 février - 1er avril   | Costa Rica    | Présidentielle (en)      | | Cette section est vide, insuffisamment détaillée ou incomplète. Votre aide est la bienvenue ! Comment faire ? |
| 4 février - 2 septembre | Argentine     | Législatives (es)        | | Cette section est vide, insuffisamment détaillée ou incomplète. Votre aide est la bienvenue ! Comment faire ? |
| Mars                    | Équateur      | Vice-présidentielle (es) | | Cette section est vide, insuffisamment détaillée ou incomplète. Votre aide est la bienvenue ! Comment faire ? |
| 1er mars                | Japon         | Générales (en)           | | Cette section est vide, insuffisamment détaillée ou incomplète. Votre aide est la bienvenue ! Comment faire ? |
| 1er - 21 mars           | Uruguay       | Présidentielle (es)      | | Cette section est vide, insuffisamment détaillée ou incomplète. Votre aide est la bienvenue ! Comment faire ? |
| 4 mars                  | Suisse        | Referendum (de)          | Nouvel article de la Constitution donnant à la Confédération le droit de légiférer en matière de métiers | Rejete |
| 31 mars                 | Chili         | Législatives (nl)        | | Cette section est vide, insuffisamment détaillée ou incomplète. Votre aide est la bienvenue ! Comment faire ? |
| 10 avril                | Pays-Bas      | 2de Chambre (en)         | | Cette section est vide, insuffisamment détaillée ou incomplète. Votre aide est la bienvenue ! Comment faire ? |
| 15 avril                | Portugal      | Législatives (en)        | | Cette section est vide, insuffisamment détaillée ou incomplète. Votre aide est la bienvenue ! Comment faire ? |
| 16 - 17 mai             | Liechtenstein | Générales (en)           | | Cette section est vide, insuffisamment détaillée ou incomplète. Votre aide est la bienvenue ! Comment faire ? |
| 3 juin                  | Suisse        | Referendum (de)          | Initiative populaire concernant le droit au travail                                                      | Rejetée |
| 4 juin - 6 novembre     | États-Unis    | Chambre (en)             | | Cette section est vide, insuffisamment détaillée ou incomplète. Votre aide est la bienvenue ! Comment faire ? |
| 27 juin                 | France        | Présidentielle           | Organisation de la succession du président Sadi Carnot, assassiné le 24 juin.                            | Élection de Jean Casimir-Perier, Républicain opportuniste, |
| 1er septembre           | Japon         | Générales (en)           | | Cette section est vide, insuffisamment détaillée ou incomplète. Votre aide est la bienvenue ! Comment faire ? |
| 14 octobre              | Belgique      | Législatives             | | Cette section est vide, insuffisamment détaillée ou incomplète. Votre aide est la bienvenue ! Comment faire ? |
| 4 novembre              | Suisse        | Référendum (de)          | Initiative populaire sur les recettes des douanes                                                        | Rejetée |
| 15 novembre             | Brésil        | Présidentielle (en)      | | Prudente de Morais, gouverneur de São Paulo est le premier président civil, élu lors d'élections libres organisées par son prédécesseur Floriano Peixoto. Il est chargé de faire triompher les intérêts du café, de l'agriculture, du libre-échange, contre les projets des industrialistes, partisans du protectionnisme. Son premier geste sera d'amnistier les insurgés du Rio Grande do Sul, qui s'étaient dressés contre le pouvoir sous la présidence de Peixoto. |
| Décembre                | Honduras      | Présidentielle (en)      | | Cette section est vide, insuffisamment détaillée ou incomplète. Votre aide est la bienvenue ! Comment faire ? |
| 1894 - 1895             | États-Unis    | Sénat (en)               | | Voir l'article Liste d'élections en 1895 |

## Élections en subdivisions nationales en 1894
Cette section concerne les élections législatives dans un État fédéré, une subdivision territoriale ou une colonie d'un État souverain, ainsi que leurs principaux référendums.
| Date                        | Subdivision               | État               | Élection ou référendum | Contexte                      | Résultat |
| --------------------------- | ------------------------- | ------------------ | ---------------------- | ----------------------------- | --- |
| 1894                        | Colombie-Britannique      | Canada             | Générales (en)         |                               | Cette section est vide, insuffisamment détaillée ou incomplète. Votre aide est la bienvenue ! Comment faire ? |
| 1894                        | Colonie du Cap            | Empire britannique | Législatives (en)      |                               | Cette section est vide, insuffisamment détaillée ou incomplète. Votre aide est la bienvenue ! Comment faire ? |
| 1er janvier                 | Ontario                   | Canada             | Plébiscite (en)        |                               | Cette section est vide, insuffisamment détaillée ou incomplète. Votre aide est la bienvenue ! Comment faire ? |
| 8 - 15 mars                 | Nouvelle-Écosse           | Canada             | Générales (en)         |                               | Cette section est vide, insuffisamment détaillée ou incomplète. Votre aide est la bienvenue ! Comment faire ? |
| Mars - avril                | Suriname                  | Pays-Bas           | Législatives (nl)      |                               | Cette section est vide, insuffisamment détaillée ou incomplète. Votre aide est la bienvenue ! Comment faire ? |
| Juin                        | Australie-Occidentale     | Empire britannique | Coloniales             |                               | Cette section est vide, insuffisamment détaillée ou incomplète. Votre aide est la bienvenue ! Comment faire ? |
| Juin                        | Islande                   | Danemark           | Législatives (en)      |                               | Cette section est vide, insuffisamment détaillée ou incomplète. Votre aide est la bienvenue ! Comment faire ? |
| Juin                        | Australie-Occidentale     | Empire britannique | Coloniales             |                               | Cette section est vide, insuffisamment détaillée ou incomplète. Votre aide est la bienvenue ! Comment faire ? |
| 26 juin                     | Ontario                   | Canada             | Générales (en)         |                               | Cette section est vide, insuffisamment détaillée ou incomplète. Votre aide est la bienvenue ! Comment faire ? |
| 17 juillet                  | Nouvelle-Galles du Sud    | Empire britannique | Coloniales (en)        |                               | Cette section est vide, insuffisamment détaillée ou incomplète. Votre aide est la bienvenue ! Comment faire ? |
| 11 août 1894 - 11 mars 1895 | Norvège                   | Suède-Norvège      | Législatives (no)      |                               | Cette section est vide, insuffisamment détaillée ou incomplète. Votre aide est la bienvenue ! Comment faire ? |
| 20 septembre                | Victoria                  | Empire britannique | Coloniales (en)        |                               | Cette section est vide, insuffisamment détaillée ou incomplète. Votre aide est la bienvenue ! Comment faire ? |
| 23 septembre                | Bulgarie                  | Empire ottoman     | Législatives (en)      |                               | Cette section est vide, insuffisamment détaillée ou incomplète. Votre aide est la bienvenue ! Comment faire ? |
| 31 octobre                  | Territoires du Nord-Ouest | Canada             | Générales (en)         |                               | Cette section est vide, insuffisamment détaillée ou incomplète. Votre aide est la bienvenue ! Comment faire ? |
| 6 novembre                  | Montana                   | États-Unis         | Référendum (en)        | Choix de la capitale, 2e tour | Helena |